# Bayer kód
Bayer kód je kód v systému identifikace užitkových rostlin a jejich škůdců.
Základem systému je databáze jmen druhů, a to jak vědeckých jmen, tak jmen národních a lidových.
Kód složený z pěti písmen označuje rostliny, kód složený ze šesti písmen označuje ostatní organismy.
Kód zpravidla tvoří zkratka vědeckého jména organismu. Je odvozen z prvních tří nebo čtyř písmen rodu a prvních dvou písmen druhu. Například kukuřice setá Zea mays je ZEAMA, původce plísně bramborové Phytophthora infestans je PHYTIN atp.
Celkem je v databázi uvedeno více než 93 000 druhů (k červnu 2021), z toho:
- 54 100 druhů rostlin (pěstované rostliny, planě rostoucí rostliny, plevely);
- 26 800 druhů živočichů (hmyz, roztoči, hlístice, hlodavci aj.);
- 11 500 druhů mikroorganismů (např. bakterie, plísně, viry, viroidy, částice podobné virům);
- 620 nezařazených.

Protože je kód neměnný, nepodléhá změnám v biologické klasifikaci a nemá na něj vliv skutečnost, že se pro daný druh užívají různá vědecká synonyma. Vyloučí se také problémy spojené s revizemi, které vyplývají z nových poznatků. Systém využívají výzkumní pracovníci, ochranářské agentury a vládní organizace.
V rámci projektu financovaného EU bylo od roku 2018 do června 2021 vytvořeno více než 4000 nových kódů.
Kód zavedla společnost Bayer Corporation a nyní udržuje oficiální seznam kódů organizace EPPO (European and Mediterranean Plant Protection Organization, Evropská a Středozemní organizace ochrany rostlin). Proto je kód identifikačního systému známý také jako kód EPPO.

## Herba
V českém prostředí pracuje s kódem například Internetový atlas plevelů Herba, který provozuje katedra agroekologie a rostlinné produkce (dř. katedra agroekologie a biometeorologie) na Fakultě agrobiologie, potravinových a přírodních zdrojů České zemědělské univerzity v Praze. Atlas slouží k určování plevelů a informuje o jejich nejdůležitějších vlastnostech. Je určen jednak studentům univerzit a středních škol, učitelům, zemědělcům či pracovníkům v komunální sféře, jednak zahrádkářům a dalším zájemcům o problematiku. Průběžně aktualizovaný atlas je také výkladovým a překladovým slovníkem a je doplněn obrazovým materiálem, jehož autory jsou pracovníci katedry.